# Raúl Horacio Madero
Raúl Horacio Madero (Buenos Aires, 21 de mayo de 1939-24 de diciembre de 2021) fue un jugador de fútbol y médico argentino.

## Carrera deportiva
Comenzó su carrera en Boca Juniors en 1959, surgido de las divisiones inferiores del club de la Ribera. De alta capacidad técnica y buen manejo de balón, se desempeñaba como marcador y volante central. Pero en Boca jugó apenas cinco partidos en tres temporadas, relegado por otros valores del club; en tiempos de la presidencia de Alberto J. Armando, en donde se priorizaba la contratación de figuras extranjeras. 
En 1962 pasó a préstamo a Huracán, en donde cumplió un papel decoroso. En 1963 fue cedido a Estudiantes de La Plata, junto a los futbolistas Adolfo Bielli y Osvaldo Nardiello, por el pase del futbolista Juan Carlos Rulli. En el club platense Madero alcanzó su consagración. Al principio, debió penar en el equipo dirigido por Saúl Ongaro que no pudo obtener buenos resultados. Pero más adelante, con la llegada a la dirección técnica del club de Osvaldo Zubeldía en 1965, Madero fue uno de los referentes, compartiendo el puesto con el juvenil Carlos Pachamé, hasta la lesión de Henry Barale, en donde Madero ocupó su puesto hasta su retiro. En el equipo de Zubeldía, Madero obtuvo el Campeonato Metropolitano 1967, las Copas Libertadores de 1968 y 1969, y la Copa Intercontinental 1968.
Merced a su buen desempeño, fue convocado a la Selección Argentina de fútbol en cinco oportunidades, entre 1964 y 1969.
En 1969, con treinta años de edad, obtuvo el título de médico en la Universidad Nacional de La Plata, retirándose de la práctica activa del fútbol.

## Médico en el deporte
En 1982 fue médico del plantel profesional de Boca Juniors, bajo la dirección técnica de Vladislao Cap. Continuó ligado a la actividad deportiva como médico del plantel de la Selección Argentina, con la llegada a la dirección técnica de su excompañero Carlos Bilardo. En 1986 y 1990 integró la delegación argentina en los mundiales de fútbol de México e Italia. Fue el primer argentino en integrar la comisión médica de la FIFA. En 2000, fue designado coordinador médico de los seleccionados argentinos de fútbol (juveniles y mayores).

## Clubes
| Club                    | País      | Año         |
| ----------------------- | --------- | ----------- |
| Boca Juniors            | Argentina | 1959 - 1961 |
| Huracán                 | Argentina | 1962        |
| Estudiantes de La Plata | Argentina | 1963 - 1969 |

## Palmarés

### Campeonatos nacionales
| Título                        | Club                    | País      | Año    |
| ----------------------------- | ----------------------- | --------- | ------ |
| Primera División de Argentina | Estudiantes de La Plata | Argentina | M-1967 |

### Campeonatos internacionales
| Título                | Club                    | Sede       | Año  |
| --------------------- | ----------------------- | ---------- | ---- |
| Copa Libertadores     | Estudiantes de La Plata | Montevideo | 1968 |
| Copa Intercontinental | Estudiantes de La Plata | Manchester | 1968 |
| Copa Interamericana   | Estudiantes de La Plata | Montevideo | 1969 |
| Copa Libertadores     | Estudiantes de La Plata | La Plata   | 1969 |

### Distinciones individuales
| Distinción                                 | Año  |
| ------------------------------------------ | ---- |
| Ciudadano Ilustre de la Ciudad de La Plata | 2011 |